# Талдибулак (Єнбекшиказахський район)
Талдибула́к (каз. Талдыбұлақ) — село у складі Єнбекшиказахського району Алматинської області Казахстану. Входить до складу Каракемерського сільського округу.
Населення — 1321 особа (2021; 1180 у 2009, 1005 у 1999, 1057 у 1989).